# カンピオナート・カタリネンセ
カンピオナート・カタリネンセ (Campeonato Catarinense) は、ブラジル・サンタカタリーナ州のサッカーリーグである。サンタカタリーナ州サッカー連盟 (Federação Catarinense de Futebol, FCF) が主催する。現地ではカタリノン (Catarinão) とも呼ばれている。日本ではサンタカタリーナ州選手権の名称で紹介されることが多い。

## 歴史
カンピオナート・カタリネンセの最上位リーグは何度か呼称が変更されている。1924年から1985年は単にカンピオナート・カタリネンセと呼ばれていた。1986年から2003年はカンピオナート・カタリネンセ・プリメーラ・ジヴィゾン (Campeonato Catarinense Primeira Divisão) 、2004年と2005年はセリエA1 (Série A1) 、2006年から2013年はジヴィゾン・プリンシパル (Divisão Principal) 、2014年からはセリエA (Série A) となり、現在に至る。

## 大会方式
2017年シーズン
大会は前期・後期で行われ、いずれも1回総当たりのリーグ戦をう。前後期の1位チームが年間王者決定戦をホーム・アンド・アウェーで行い、勝者が年間王者となる。前後期で同じクラブが優勝した場合、決定戦は行われない。
なお、年間総合成績の下位2チームは2部へ降格する。
※ブラジルのほかの州選手権と同様に、大会方式は毎年変わり得る。

## 参加クラブ
2017年シーズン セリエA
- CAトゥバロン
- アルミランテ・バローゾ（ポルトガル語版）
- アヴァイ
- ブルスケ
- シャペコエンセ
- クリシューマ
- フィゲイレンセ
- インテル・デ・ラジェス（ポルトガル語版）
- ジョインヴィレ
- メトロポリターノ

## 歴代優勝クラブ
- 1924 アヴァイ
- 1925 エクステルナト
- 1926 アヴァイ
- 1927 アヴァイ
- 1928 アヴァイ
- 1929 カシアス
- 1930 アヴァイ
- 1931 ラウロ・ミュラー
- 1932 フィゲイレンセ
- 1933 不開催
- 1934 アトレチコ・カタリネンセ
- 1935 フィゲイレンセ
- 1936 フィゲイレンセ
- 1937 フィゲイレンセ
- 1938 CIP
- 1939 フィゲイレンセ
- 1940 イピランガ
- 1941 フィゲイレンセ
- 1942 アヴァイ
- 1943 アヴァイ
- 1944 アヴァイ
- 1945 アヴァイ
- 1946 不開催
- 1947 アメリカ
- 1948 アメリカ
- 1949 オリンピコ
- 1950 カルロス・ルノー
- 1951 アメリカ
- 1952 アメリカ
- 1953 カルロス・ルノー
- 1954 カシアス
- 1955 カシアス
- 1956 オペラリオ
- 1957 エルシリオ・ルス
- 1958 エルシリオ・ルス
- 1959 パウラ・ラモス
- 1960 メトロポール
- 1961 メトロポール
- 1962 メトロポール
- 1963 マルシリオ・ジアス

- 1964 オリンピコ
- 1965 インテル・デ・ラジェス
- 1966 ペルジゴン
- 1967 メトロポール
- 1968 クリシューマ
- 1969 メトロポール
- 1970 フェロヴィアリオ
- 1971 アメリカ
- 1972 フィゲイレンセ
- 1973 アヴァイ
- 1974 フィゲイレンセ
- 1975 アヴァイ
- 1976 ジョインヴィレ
- 1977 シャペコエンセ
- 1978 ジョインヴィレ
- 1979 ジョインヴィレ
- 1980 ジョインヴィレ
- 1981 ジョインヴィレ
- 1982 ジョインヴィレ
- 1983 ジョインヴィレ
- 1984 ジョインヴィレ
- 1985 ジョインヴィレ
- 1986 クリシューマ
- 1987 ジョインヴィレ
- 1988 アヴァイ
- 1989 クリシューマ
- 1990 クリシューマ
- 1991 クリシューマ
- 1992 ブルスケ
- 1993 クリシューマ
- 1994 フィゲイレンセ
- 1995 クリシューマ
- 1996 シャペコエンセ
- 1997 アヴァイ
- 1998 クリシューマ
- 1999 フィゲイレンセ
- 2000 ジョインヴィレ
- 2001 ジョインヴィレ
- 2002 フィゲイレンセ
- 2003 フィゲイレンセ

- 2004 フィゲイレンセ
- 2005 クリシューマ
- 2006 フィゲイレンセ
- 2007 シャペコエンセ
- 2008 フィゲイレンセ
- 2009 アヴァイ
- 2010 アヴァイ
- 2011 シャペコエンセ
- 2012 アヴァイ
- 2013 クリシューマ
- 2014 フィゲイレンセ
- 2015 フィゲイレンセ
- 2016 シャペコエンセ
- 2017 シャペコエンセ
- 2018 フィゲイレンセ
- 2019 アヴァイ

## クラブ別優勝回数
| クラブ                   | 優勝 | 優勝年 |
| ------------------------ | ---- | --- |
| フィゲイレンセ           | 18   | 1932, 1935, 1936, 1937, 1939, 1941, 1972, 1974, 1994, 1999, 2002, 2003, 2004, 2006, 2008, 2014, 2015, 2018 |
| アヴァイ                 | 17   | 1924, 1926, 1927, 1928, 1930, 1942, 1943, 1944, 1945, 1973, 1975, 1988, 1997, 2009, 2010, 2012, 2019       |
| ジョインヴィレ           | 12   | 1976, 1978, 1979, 1980, 1981, 1982, 1983, 1984, 1985, 1987, 2000, 2001                                     |
| クリシューマ [1]         | 10   | 1968, 1986, 1989, 1990, 1991, 1993, 1995, 1998, 2005, 2013                                                 |
| シャペコエンセ           | 6    | 1977, 1996, 2007, 2011, 2016, 2017                                                                         |
| メトロポール             | 5    | 1960, 1961, 1962, 1967, 1969                                                                               |
| アメリカ                 | 5    | 1947, 1948, 1951, 1952, 1971                                                                               |
| カシアス                 | 3    | 1929, 1954, 1955                                                                                           |
| カルロス・ルノー         | 2    | 1950, 1953                                                                                                 |
| エルシリオ・ルス         | 2    | 1957, 1958                                                                                                 |
| オリンピコ               | 2    | 1949, 1964                                                                                                 |
| エクステルナト           | 1    | 1925 |
| ラウロ・ミュラー         | 1    | 1931 |
| アトレチコ・カタリネンセ | 1    | 1934 |
| CIP                      | 1    | 1938 |
| イピランガ               | 1    | 1940 |
| オペラリオ               | 1    | 1956 |
| パウラ・ラモス           | 1    | 1959 |
| マルシリオ・ジアス       | 1    | 1963 |
| インテル・デ・ラジェス   | 1    | 1965 |
| ペルジゴン               | 1    | 1966 |
| フェロヴィアリオ         | 1    | 1970 |
| ブルスケ                 | 1    | 1992 |

[1]1978年まではコメルシアリオ